# C Duncan
C Duncan (pseudoniem van Christopher Duncan, Glasgow, 29 juli 1989) is een Schots componist en zanger. Zijn muziek is gebruikt voor diverse televisieprogramma's zoals Waterloo Road op BBC One. Duncan heeft opgetreden op verschillende festivals waaronder Eurosonic.

## Biografie
Duncan's ouders zijn klassieke muzikanten. Hijzelf studeerde compositie aan het Royal Conservatoire of Scotland. In eerste instantie speelde hij piano en altviool. Door te spelen in bandjes leerde hij ook drums, bas en gitaar spelen.
Eind 2014 werd de single For uitgebracht. Op 16 juli 2015 verscheen Duncan's debuutalbum Architect dat genomineerd werd voor een Mercury Prize.
Net als zijn debuutalbum produceerde Duncan ook zijn tweede album, The Midnight Sun, volledig zelf; het verscheen in 2016. Voor zijn derde album, Health, schakelde hij de hulp in van Craig Potter, toetsenist van de band Elbow. Op de titeltrack zingt Elbow-zanger Guy Garvey op de achtergrond mee.
Duncan tekent ook zelf voor het artwork van zijn singles en albums.

## Discografie

### Albums
- Architect, 2015
- The Midnight Sun, 2016
- Health, 2019
- Alluvium, 2022

### Singles
- For, 2014
- Say, 2015
- Garden, 2015
- Here to There, 2015
- For (Autumn Rebuild), 2015[* 1]
- Wanted to Want It Too, 2016
- On Course, 2016
- Other Side, 2016
- Like You Do, 2017
- Impossible, 2019
- Talk Talk Talk, 2019